# Jungermannia subelliptica
Jungermannia subelliptica là một loài Rêu trong họ Jungermanniaceae. Loài này được (Lindb. ex Heeg) Levier mô tả khoa học đầu tiên năm 1905.